# Stazione di Västerås Centrale
La stazione centrale di Västerås (in svedese Västerås centralstation) è la stazione ferroviaria principale di Västerås, Svezia.